# Paralobodelphys setipoda
Paralobodelphys setipoda is een eenoogkreeftjessoort uit de familie van de Notodelphyidae. De wetenschappelijke naam van de soort is voor het eerst geldig gepubliceerd in 1981 door Gotto.